# Communauté de communes de l’Arentèle-Durbion-Padozel

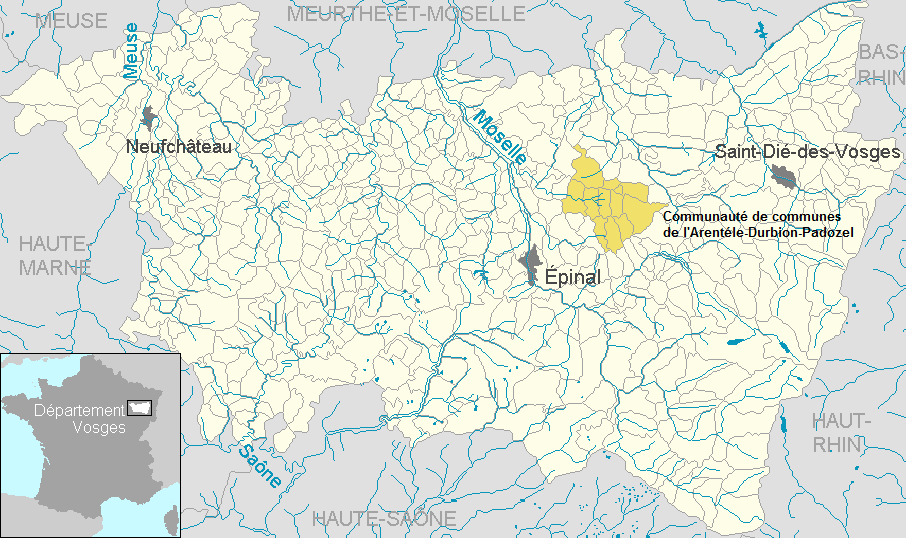
Lage des Gemeindeverbandes Arentèle-Durbion-Padozel im Département Vosges

Die Communauté de communes de l’Arentèle-Durbion-Padozel war ein kommunaler Zusammenschluss von zwölf Gemeinden nordöstlich von Épinal im Département Vosges in Lothringen.
Der Kommunalverband hatte 3.482 Einwohner (1. Januar 2007) auf 103,46 km², was einer Bevölkerungsdichte von 34 Einwohnern/km² entsprach. Sitz des Verbandes war die Gemeinde Girecourt-sur-Durbion.
Das Gebiet des Verbandes lag im Übergangsbereich zwischen den westlichen Ausläufern der Vogesen und flacherem Land nahe der Mosel. Der Name des Kommunalverbandes weist auf die drei kleinen Flüsse Durbion (rechter Moselzufluss) sowie Arentèle und Padozel (beide Nebenflüsse der Mortagne) hin. Zum Kommunalverband gehörten zwölf Gemeinden aus dem Arrondissement Épinal.
Der Gemeindeverband wurde 2003 gegründet, um die materiellen Ressourcen der sehr kleinen Gemeinden zu bündeln und die wirtschaftliche Entwicklung zu koordinieren.
Zum Aufgabengebiet des Kommunalverbandes zählen die Regionalplanung sowie die gemeindeübergreifende Wirtschafts- und Tourismusentwicklung. Die Communauté de communes de l’Arentèle-Durbion-Padozel hat sich darüber hinaus zum Ziel gesetzt, auf den Gebieten der Straßensanierung, des Wohnungsbaues und des Hochwasserschutzes eng zusammenzuarbeiten.
Am 1. Januar 2014 fusionierte der Gemeindeverband mit den Verbänden Vallée de la Vologne und Canton de Brouvelieures zum neuen Gemeindeverband Bruyères-Vallons des Vosges.

## Mitgliedsgemeinden
| - Destord - Dompierre - Fontenay - Girecourt-sur-Durbion - Grandvillers - Gugnécourt | - Méménil - Nonzeville - Padoux - Pierrepont-sur-l’Arentèle - Sercœur - Viménil |

## Belege, Weblinks
- Präsentation des Gemeindeverbandes (französisch)